# Królewskie Towarzystwo Geograficzne

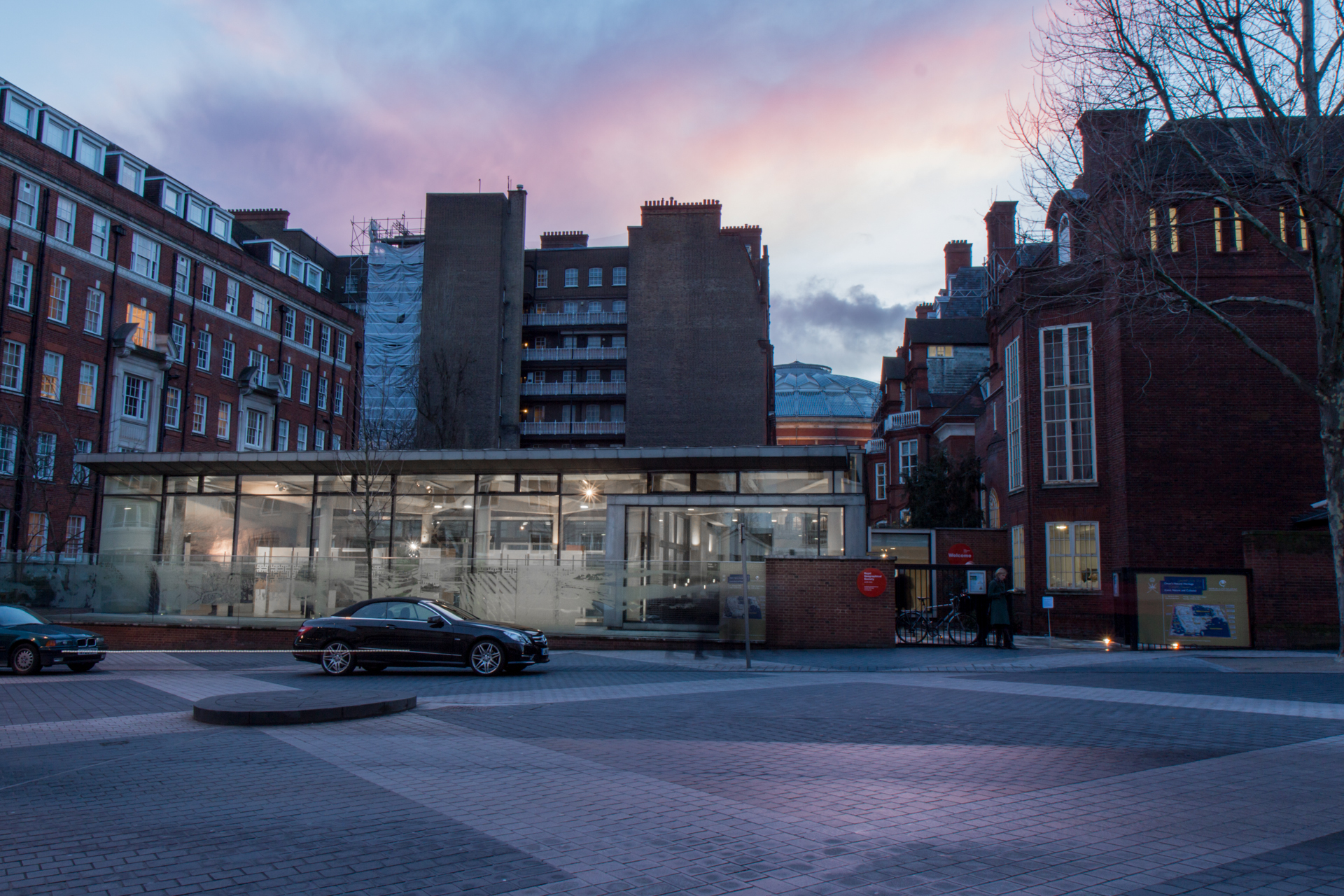
Siedziba towarzystwa

Królewskie Towarzystwo Geograficzne (ang. Royal Geographical Society) – towarzystwo naukowe utworzone w celu propagowania i rozwoju geografii, obecnie zajmuje się wspieraniem badań naukowych, ekspedycji naukowo-badawczych i edukacji geograficznej.
Zostało założone w 1830 roku z siedzibą w Londynie. W latach 1870–1913 w dzielnicy Mayfair przy ulicy Savile Row. Od 1913 w dzielnicy Kensington.
Towarzystwo przyznaje szereg nagród i wyróżnień, z których najważniejszym jest Gold Founder's Medal (Złoty Medal Odkrywców).